# Sergio Bonelli
Sergio Bonelli (Milano, 2 dicembre 1932 – Monza, 26 settembre 2011) è stato un fumettista e editore italiano.
Era conosciuto anche come Guido Nolitta (suo pseudonimo da sceneggiatore di fumetti), e il suo nome è legato a quello della società Sergio Bonelli Editore.

## Biografia
Figlio di Giovanni Luigi Bonelli (creatore di Tex e fondatore della casa editrice Audace) e di Tea Bonelli, che dal 1946 ha preso le redini della casa editrice dell'ex marito, entra giovanissimo nel mondo del fumetto e dell'editoria facendo il tuttofare nell'impresa di famiglia: da fattorino a magazziniere, fino a rispondere alle lettere dei lettori.
Esordisce nel mondo del fumetto nel 1954 con lo pseudonimo di Annalisa Macchi come autore dei testi di un libretto disegnato da Roy D'Amy e dedicato all'indiano Ciuffetto Rosso.
Nel 1957 prende in mano la casa editrice Araldo, la futura Sergio Bonelli Editore, una delle case editrici di fumetti più importanti (come numero di copie stampate) nel panorama italiano, subentrando nella direzione alla madre Tea.
Intraprende anche la strada della sceneggiatura con lo pseudonimo di Guido Nolitta, scelto per evitare di essere confuso con il padre. In tale veste la sua prima fatica è la serie Un ragazzo nel Far West pubblicato a partire dal 1958 e realizzato graficamente da Franco Bignotti. Due anni dopo scrive Il Giudice Bean che verrà realizzato da Sergio Tarquinio e pubblicato solo nel 1963 nella collana Gli Albi del Cow Boy.
Nel 1961 crea uno dei più grandi successi della casa editrice: Zagor, personaggio "ibrido" tra Tarzan e il western, con forti incursioni nel fantastico, grazie al quale Bonelli può dar sfogo a tutta la sua passione per il genere avventuroso in tutti i suoi aspetti.
Quattordici anni dopo, nel 1975, darà vita a quello che considererà sempre il suo figlio prediletto: Mister No, uno scanzonato ex soldato statunitense che vive nella Manaus degli anni cinquanta.
È anche il primo sceneggiatore a sostituire suo padre sulle pagine di Tex, dove esordisce con la storia dal titolo Caccia all'uomo disegnata da Fernando Fusco e pubblicata sul numero 183 della serie, datato gennaio 1976. Per i disegni di Aurelio Galleppini realizza poi L'uomo del Texas, volume della collana Un uomo un'avventura.
I crescenti impegni in veste di editore lo costrinsero tuttavia a ridurre drasticamente la sua attività di autore, interrompendo la scrittura delle sceneggiature di Zagor nel 1980 e riservandosi di scrivere ancora le storie di Mister No fino al 1995 (pur affiancato da uno staff di altri autori). Dopo vari anni di inattività come scrittore, in occasione dell'ultima avventura di Mister No è tornato alla macchina da scrivere: è stato infatti lui a dare l'addio al personaggio che più ha amato. La lunga storia è cominciata nell'albo di settembre 2005 ed è terminata alla fine del 2006. Le avventure di Mister No sono poi continuate negli albi speciali con periodicità semestrale fino al 2009.
A gennaio 2007 ha preso il posto di Decio Canzio alla direzione generale della Sergio Bonelli Editore.
Nel 2007 l'Università la Sapienza di Roma l'ha insignito della Laurea Honoris Causa in Scienze della Comunicazione, mentre nel 2008 il comune di Milano l'ha insignito del prestigioso premio Ambrogino d'oro.
Nell'agosto del 2011, mentre è in vacanza in Provenza, avverte dei problemi di salute. Muore il 26 settembre 2011 all'età di 78 anni nell'ospedale San Gerardo di Monza, pochi giorni dopo essere stato ricoverato per una malattia.
Sergio Bonelli è stato seppellito nel cimitero Monumentale di Milano.
Alla direzione della casa editrice subentrerà il figlio Davide.

### Sceneggiatore

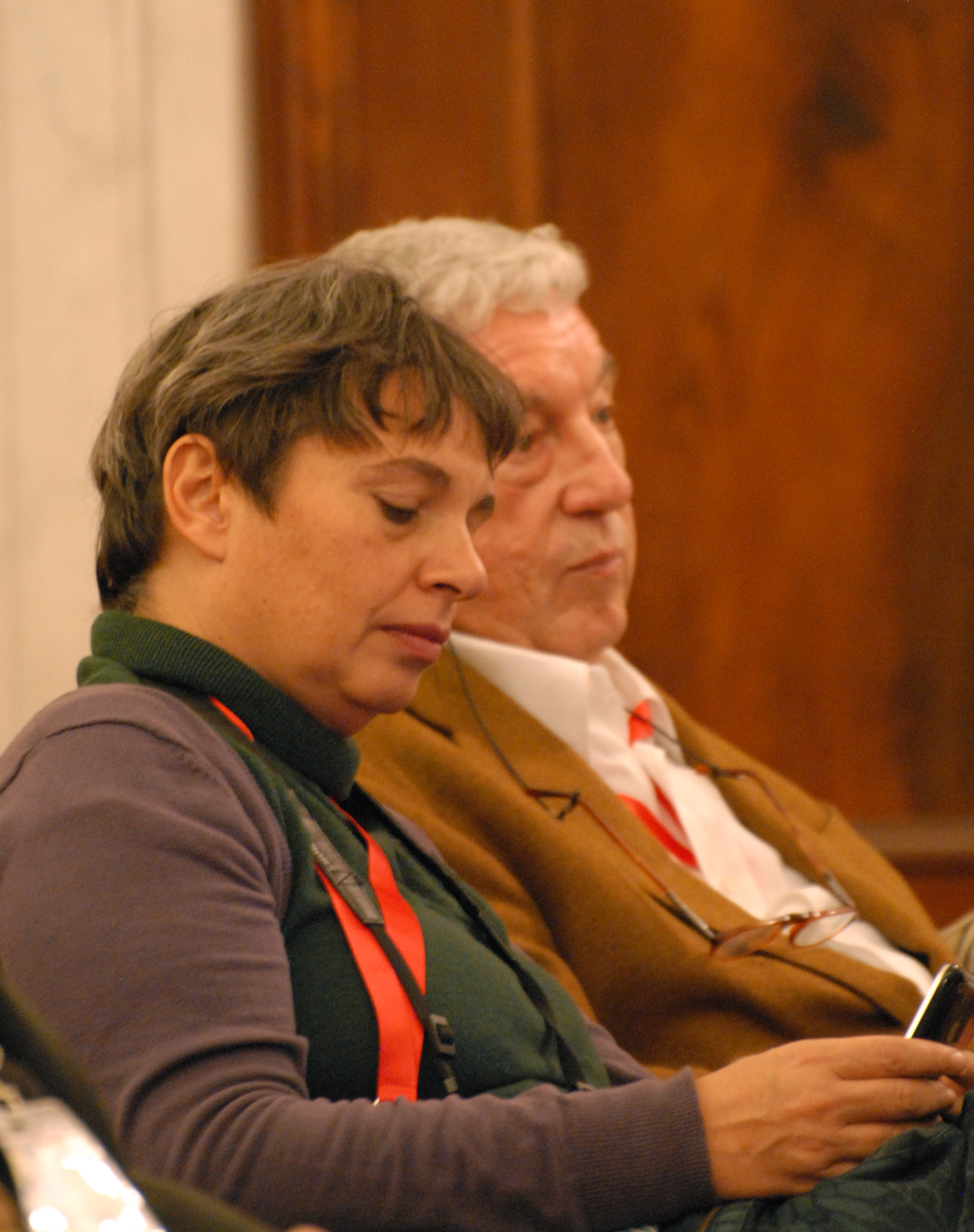
Laura Scarpa e Sergio Bonelli a Lucca Comics & Games 2010

In qualità di sceneggiatore Bonelli ha avuto un ruolo di primo piano all'interno della casa editrice, portando elementi di grande originalità e apportando i primi importanti elementi di discontinuità rispetto allo stile di suo padre che fino ad allora era stato, insieme a Roy D'Amy, il principale autore di quasi tutti i personaggi pubblicati. Con Zagor, Nolitta accentua ancora di più quella fusione fra realistico e fantastico che già il padre aveva portato sulle pagine di Tex; inoltre il personaggio di Cico, come quello di Dusty de Un ragazzo nel Far West, si inserisce nel solco delle spalle comiche che grande fortuna avevano avuto in Capitan Miki e ne Il grande Blek (e che nelle edizioni Bonelli continueranno ad avere con Mister Bluff e Gufo Triste del Comandante Mark e con Groucho di Dylan Dog), che mai avevano trovato spazio nelle storie di Bonelli padre.
Ma il vero punto di rottura con la tradizione della casa editrice avviene con Mister No, che è difatti considerato il capostipite dei moderni personaggi boneliani. Jerry Drake è infatti un antieroe: molto umano nei suoi pregi come nei suoi difetti, è ben lontano dalla figura dell'eroe tutto d'un pezzo e infallibile come è ad esempio Tex. Mister No è un personaggio in conflitto con il mondo che lo circonda e con dubbi esistenziali (si rifugia nella selvaggia Amazzonia per fuggire agli orrori della guerra), e spesso alle prese con i piccoli problemi quotidiani (i debiti che lo perseguitano). Nolitta anticipa così tutta una serie di tematiche che diventeranno poi centrali in personaggi come Ken Parker, Dylan Dog o Nathan Never.
Questo fascino per l'eroe fallibile e a volte vulnerabile avrà i suoi echi anche nella sua interpretazione di Tex: nella storia Il segno di Cruzado vediamo il Ranger alle prese con la difficile decisione di dover dare il colpo di grazia ad un indiano che ormai agonizzante dopo essere stato torturato implora pietà, una situazione di ambiguità in cui mai Gianluigi Bonelli aveva calato il suo eroe. E come lo stesso Sergio Bonelli ha raccontato, un'intera sequenza di quella stessa storia (in cui Tex era costretto a calmare un concitato Kit Carson con un pugno) fu tagliata per la ferma opposizione del padre. Anche nei rapporti con il figlio Kit, il suo Tex mostra atteggiamenti apprensivi, se non protettivi, che mai aveva avuto nelle storie di Bonelli padre.

### Editore
Sotto la sua guida le piccole edizioni Cepim si sono trasformate nella Sergio Bonelli Editore, un colosso editoriale nel mondo del fumetto italiano.
Uno dei suoi maggiori meriti sarà quello di non soffocare la personalità degli autori (specie dei disegnatori) che si affiancheranno di volta in volta ai creatori di una serie al fine di rendere omogeneo lo stile (come era prassi allora), ma di lasciare libero sfogo alle interpretazioni dei vari autori, per esaltarne le qualità. Bonelli sarà inoltre uno dei primi editori a pubblicare i nomi degli autori delle storie (altra prassi questa non comune in passato).
Il suo amore per i grandi autori l'ha portato a fare scelte coraggiose, sia pubblicando serie di grande prestigio che non sempre hanno avuto il successo sperato, come la collana Un uomo un'avventura, sia puntando su personaggi innovativi e anticonvenzionali, come per esempio Ken Parker o Dylan Dog che diventò uno dei maggiori successi nell'editoria a fumetti italiana riuscendo, all'apice della sua parabola, a strappare il primato di vendite a Tex.